# FA Charity Shield 1996
FA Charity Shield 1996 byl 74. ročník anglického superpoháru zvaného Charity Shield, pořádaného anglickou fotbalovou asociací (FA). Zápas se odehrál 11. srpna 1996 na Stadionu Wembley v Londýně. Účastníky byli vítěz Premier League sezóny 1996/97 a anglického poháru ve stejném roce Manchester United FC, a Newcastle United FC, který skončil na druhém místě v lize.
V dresu Manchesteru United debutoval v tomto zápase český záložník Karel Poborský. Na druhé straně odchytal celý zápas Pavel Srniček.

## Statistiky zápasu
| 11. srpna 1996 16:00 SELČ                  |        |                     |                                                              |
| Manchester United FC                       | 4 : 0  | Newcastle United FC | Stadion Wembley, Londýn diváci: 73 214 rozhodčí: Paul Durkin |
| Cantona 24' Butt 30' Beckham 85' Keane 87' | Report |                     | Stadion Wembley, Londýn diváci: 73 214 rozhodčí: Paul Durkin |

| Manchester United FC | Newcastle United FC |

| B             | 1  | Peter Schmeichel     |     |     |
| PO            | 12 | Phil Neville         |     |     |
| SO            | 6  | Gary Pallister       |     |     |
| SO            | 4  | David May            |     |     |
| LO            | 3  | Denis Irwin          |     | 46' |
| PZ            | 10 | David Beckham        |     |     |
| SZ            | 8  | Nicky Butt           |     | 41' |
| SZ            | 16 | Roy Keane            | 40' |     |
| LZ            | 11 | Ryan Giggs           |     |     |
| Ú             | 18 | Paul Scholes         |     | 65' |
| Ú             | 7  | Eric Cantona ()      | 65' |     |
| Náhradníci:   |    |                      |     |     |
| B             | 17 | Raimond van der Gouw |     |     |
| O             | 2  | Gary Neville         |     | 46' |
| O             | 19 | Ronny Johnsen        |     |     |
| Z             | 14 | Jordi Cruyff         |     | 65' |
| Z             | 15 | Karel Poborský       |     | 41' |
| Ú             | 13 | Brian McClair        |     |     |
| Ú             | 20 | Ole Gunnar Solskjær  |     |     |
| Trenér:       |    |                      |     |     |
| Alex Ferguson |    |                      |     |     |

| B            | 1  | Pavel Srniček      |     |     |
| PO           | 19 | Steve Watson       |     |     |
| SO           | 5  | Darren Peacock     |     |     |
| OS           | 27 | Philippe Albert    | 16' |     |
| LO           | 3  | John Beresford     |     |     |
| PZ           | 8  | Peter Beardsley () |     | 75' |
| SZ           | 4  | David Batty        |     |     |
| SZ           | 7  | Rob Lee            |     |     |
| LZ           | 14 | David Ginola       |     | 77' |
| Ú            | 9  | Alan Shearer       |     |     |
| Ú            | 10 | Les Ferdinand      |     |     |
| Náhradníci:  |    |                    |     |     |
| B            | 15 | Shaka Hislop       |     |     |
| O            | 2  | Warren Barton      |     |     |
| O            | 6  | Steve Howey        |     |     |
| Z            | 18 | Keith Gillespie    |     | 77' |
| Z            | 20 | Lee Clark          |     |     |
| Ú            | 11 | Faustino Asprilla  |     | 75' |
| Ú            | 28 | Paul Kitson        |     |     |
| Trenér:      |    |                    |     |     |
| Kevin Keegan |    |                    |     |     |

| Eric Cantona |